# 蜂須賀宗鎮
蜂須賀 宗鎮（はちすか むねしげ）は、阿波徳島藩の第8代藩主。もとは高松藩一門松平大膳家第3代当主。

## 生涯
高松藩御厄介・松平頼煕の次男。母は佐野周殊の娘伊予。初名は松平頼珍（まつだいら よりよし）。通称は松之助、志摩。
元文元年（1736年）、父・頼熙の隠居にともない家督を相続して禄高3,000石。頼熙は翌元文2年（1737年）に没した。なお、兄の頼桓は享保20年（1735年）に高松松平家本家の家督を相続しており、頼熙はその後見を務めていた。
元文4年（1739年）10月9日、徳島藩主蜂須賀宗英の婿養子に迎えられる（松平大膳家の家督は異母弟の頼央が相続）。養子入りに際し正泰（まさやす）と改名する。同年10月15日、将軍・徳川吉宗に御目見をし、その偏諱を受けて宗鎮（「鎮」は初代藩主至鎮の1字を取ったもの）に改名する。同年12月11日、従四位下・隼人佐に叙任する。後に阿波守に改める。同年12月22日、宗英の隠居によって家督を相続する。寛保元年12月19日（1742年）、侍従に任官する。
宝暦4年（1754年）5月22日に隠居し、弟頼央（改め蜂須賀至央）を今度は蜂須賀家の養嗣子に迎えて家督を譲った。宗鎮はそれまでに蜂須賀家の血筋から重矩、次いで重隆を養嗣子としていたが、重矩は早世し、重隆は廃嫡していた。しかし、至央は病気のためわずか60日余で没し、末期養子として出羽久保田藩佐竹家から重喜を迎えることになった。
隠居後、宗鎮は通称を木工頭に改めている。隠居後に生まれた息子の休光は公族（藩主一門）となった。
安永9年（1780年）8月27日、徳島において死去、60歳。

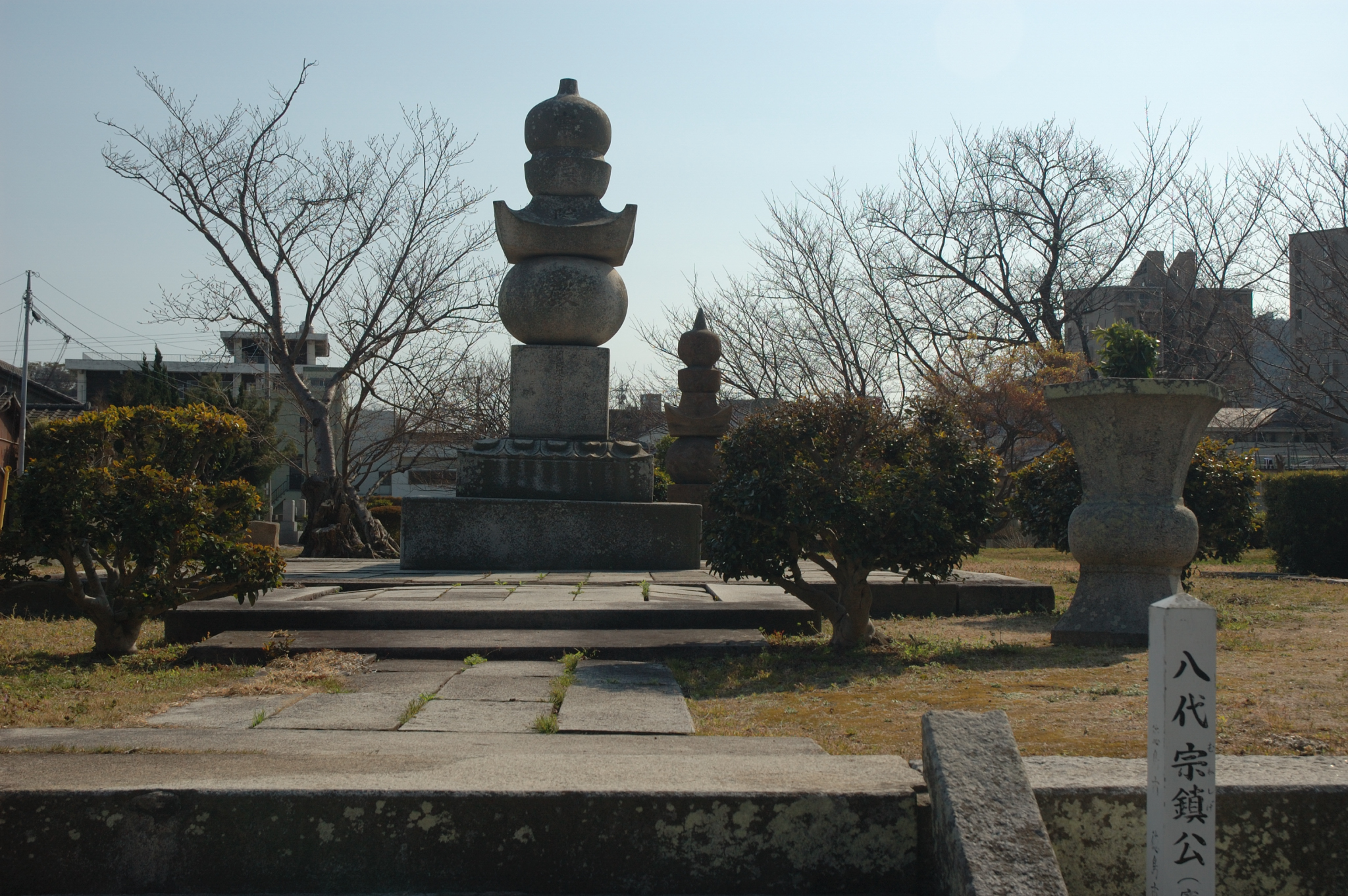
興源寺の墓所（徳島県徳島市下助任町）
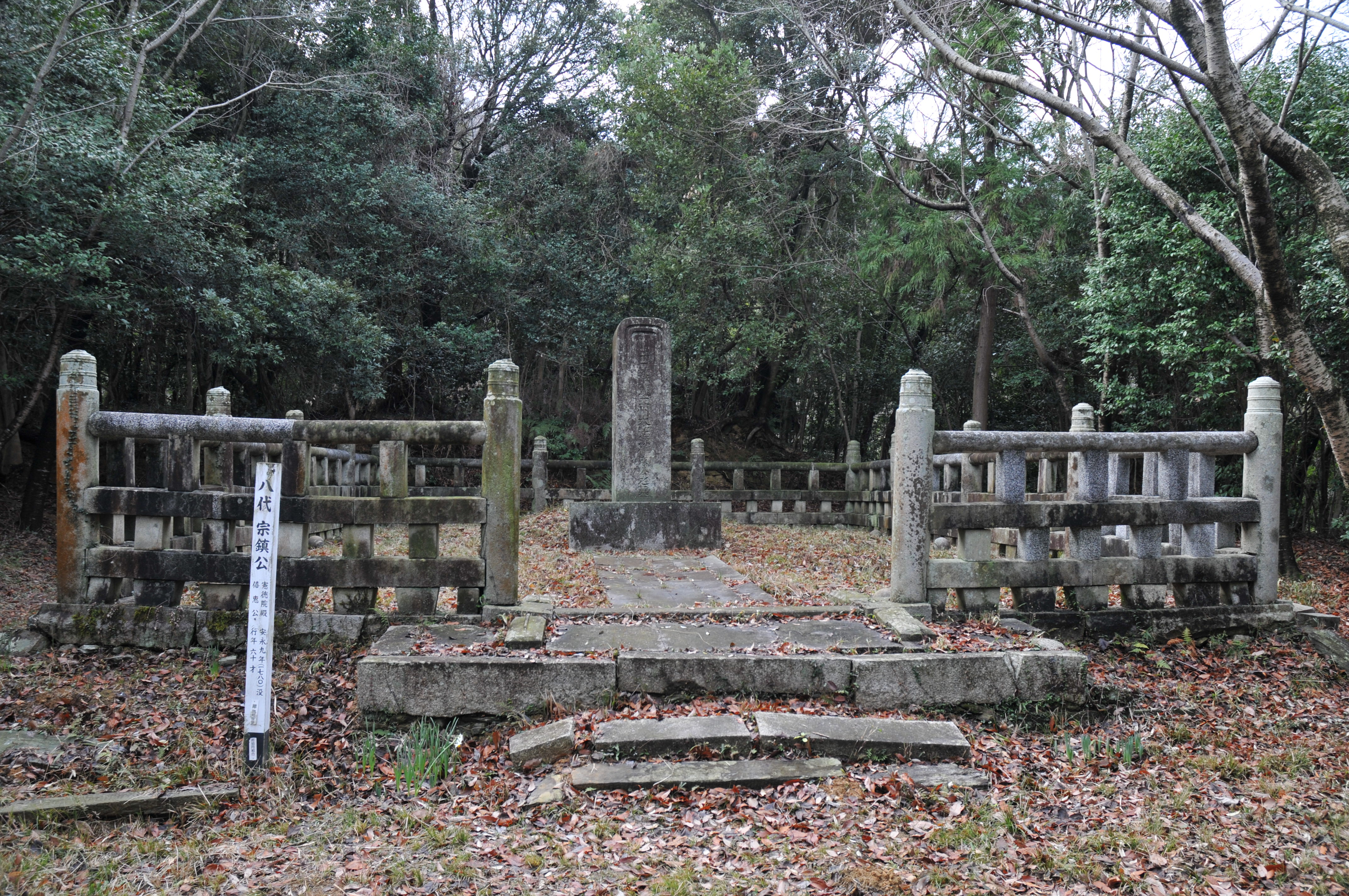
万年山墓所の墓所（徳島県徳島市眉山町）

## 事績
寛延3年（1750年）7月、宗鎮は、幕府から日光東照宮堂社修復の御用を命ぜられた（いわゆる日光御手伝普請）。前回の普請経験者である越前松平家（松平宗矩）や元禄・正徳期の御手伝である仙台伊達家に対し、江戸留守居役を通して先格伺いを行ない、普請をつつがなく執り行なった。その時の江戸留守居役は速水倫助と長尾重助の2名。日光御手伝普請における家臣団の動員は数百単位であり、かつ江戸などで雇い入れた労働者（大工など）の賃銀（賃金）も御手伝方の負担であった。
御手伝普請の総費用は莫大であり、数万両に及んだ。その結果、次代においては末期養子で迎えられた若き藩主・重喜によって改革が断行されてゆく。

## 系譜
- 正室：元姫（? - 1742年） - 鳳台院、蜂須賀宗英養女、蜂須賀吉武娘
  - 女子
- 側室：久米氏
  - 男子：岩松
- 側室：小瀬氏
  - 女子：美代 - 井伊直幸養女、三条実起正室
  - 男子：養之助
  - 女子
  - 七男：蜂須賀休光（1760年 - 1812年） - 太田義雅養子
- 側室：某氏
  - 男子：亀千代	　
  - 女子
  - 女子　
  - 女子
  - 男子：万蔵
- 養子
  - 男子：蜂須賀重矩（1729年 - 1751年） - 蜂須賀宗員次男
  - 男子：蜂須賀重隆（1730年 - 1788年） - 蜂須賀隆寿次男
  - 男子：蜂須賀至央（1737年 - 1754年） - 松平頼熙三男、旧名：松平頼央